# Special Collection
Special Collection — мини-альбом шотландско-американской рок-группы Garbage, выпущенный на лейбле Sony Music Entertainment Japan 6 февраля 2002 года эксклюзивно для Японии. В альбом вошли би-сайды, ремиксы, а также концертные записи группы. Релиз Special Collection совпал с началом японской части концертного тура группы в поддержку альбома Beautiful Garbage.

## Об альбоме
На Special Collection представлены песни «Use Me» и «Enough Is Never Enough», которые были записаны группой во время работы над третьим студийным альбомом Beautiful Garbage в период с апреля 2000 по май 2001 года. Обе композиции  появились в качестве би-сайдов на сингле Cherry Lips. Также в сборник была включена концертная версия песни «Vow», записанная 26 июня 1998 года на фестивале в Роскилле; ранее эта версия песни была доступна на специальном издании альбома Version 2.0. Кроме того, на Special Collection присутствует ремикс «Androgyny», подготовленный дуэтом The Neptunes, и ремикс «Cherry Lips», сделанный басистом группы Girls Against Boys Эли Дженни. Позже этот ремикс появился на сингле «Breaking Up the Girl».

## Список композиций
| №  | Название                                       | Длительность |
| -- | ---------------------------------------------- | ------------ |
| 1. | «Use Me»                                       | 4:37         |
| 2. | «Enough is Never Enough»                       | 4:10         |
| 3. | «Androgyny» (The Neptunes remix)               | 3:18         |
| 4. | «Vow» (Live)                                   | 5:12         |
| 5. | «Cherry Lips (Go Baby Go!)» (DJEJ's Go-Go Jam) | 6:11         |